# Dion von Alexandria
Dion von Alexandria († 57 v. Chr. in Rom) war ein alexandrinischer Philosoph.

## Leben
Dion war ein akademischer Skeptiker sowie Schüler und Freund des Philosophen Antiochos von Askalon. Er hörte später dessen Bruder Aristos in Athen und ging danach zur philosophischen Schule des Peripatos über. Laut Plutarch verfasste er Tischgespräche. Als Lucius Licinius Lucullus 87/86 v. Chr. Ägypten einen Besuch abstattete, stand er mit Dion in Kontakt.
Als König Ptolemaios XII. nach seiner Vertreibung aus Ägypten in Rom bei den Senatoren mit hohen Bestechungsgeldern für seine Wiedereinsetzung in dem Nilland warb, schickten die Alexandriner etwa Anfang 57 v. Chr. eine hundertköpfige Gesandtschaft unter der Führung Dions nach Rom, um Ptolemaios’ Vorwürfe zu entkräften und ihre eigene Haltung in dieser Angelegenheit darzulegen. Ptolemaios XII., der mit einigen Senatoren und Bankiers zusammenarbeitete, ließ die meisten Gesandten bei ihrer Ankunft in Puteoli, auf dem Weg nach Rom und in der Hauptstadt selbst ermorden. Jene Gesandten, die dem Attentat entronnen waren, wagten aus Angst ihre Mission nicht mehr zu erfüllen oder wurden von Ptolemaios XII. durch Bestechung gewonnen. Auch Dion hatte den Anschlag überlebt und wurde vom Senat zur näheren Untersuchung der Mordserie vorgeladen. Entweder weil er eingeschüchtert oder gleichfalls bestochen wurde, erschien er nicht im Senat. Er hatte zunächst beim Prätorier Lucius Lucceius gewohnt und kam dann im Haus des Titus Coponius unter. Wenig später wurde er vergiftet. Marcus Caelius Rufus stand in Verdacht, Dions Ermordung veranlasst zu haben und wurde 56 v. Chr. u. a. deshalb angeklagt. Marcus Tullius Cicero verteidigte ihn in der erhaltenen Rede Pro Caelio und erreichte seinen Freispruch.